# Thủy điện Sông Giang
Thủy điện Sông Giang là nhóm công trình thủy điện xây dựng trên sông Giang tại vùng đất xã Khánh Trung huyện Khánh Vĩnh tỉnh Khánh Hòa, Việt Nam .
Năm 2016 có hai bậc là Sông Giang 1 và Sông Giang 2 với tổng công suất lắp máy 49 MW.
- Thủy điện Sông Giang 1 có công suất lắp máy 12 MW với 2 tổ máy, khởi công năm 2014, dự kiến hoàn thành quý II/2021 [3]. 12°20′41″B 108°52′54″Đ / 12,34472222°B 108,8816667°Đ
- Thủy điện Sông Giang 2 có công suất lắp máy 37 MW với 2 tổ máy, sản lượng điện luợng trung bình hàng năm là 155 triệu kWh, khởi công tháng 3/2006, khánh thành tháng 03/2014 [4][5][6].

Thủy điện Sông Giang 2 thi công chậm, nhiều lần lùi thời hạn hoàn thành .

## Sông Giang
Sông Giang là phụ lưu cấp 1 của sông Cái ở Nha Trang. Sông Giang bắt nguồn từ núi Chư Tông 1706 m ở ranh giới tỉnh Khánh Hòa và Lâm Đồng, chảy theo hướng đông nam ở xã Khánh Trung huyện Khánh Vĩnh.
Đến thị trấn Khánh Vĩnh thì sông Giang đổ vào sông Cái .